# Birger jarls kenotaf

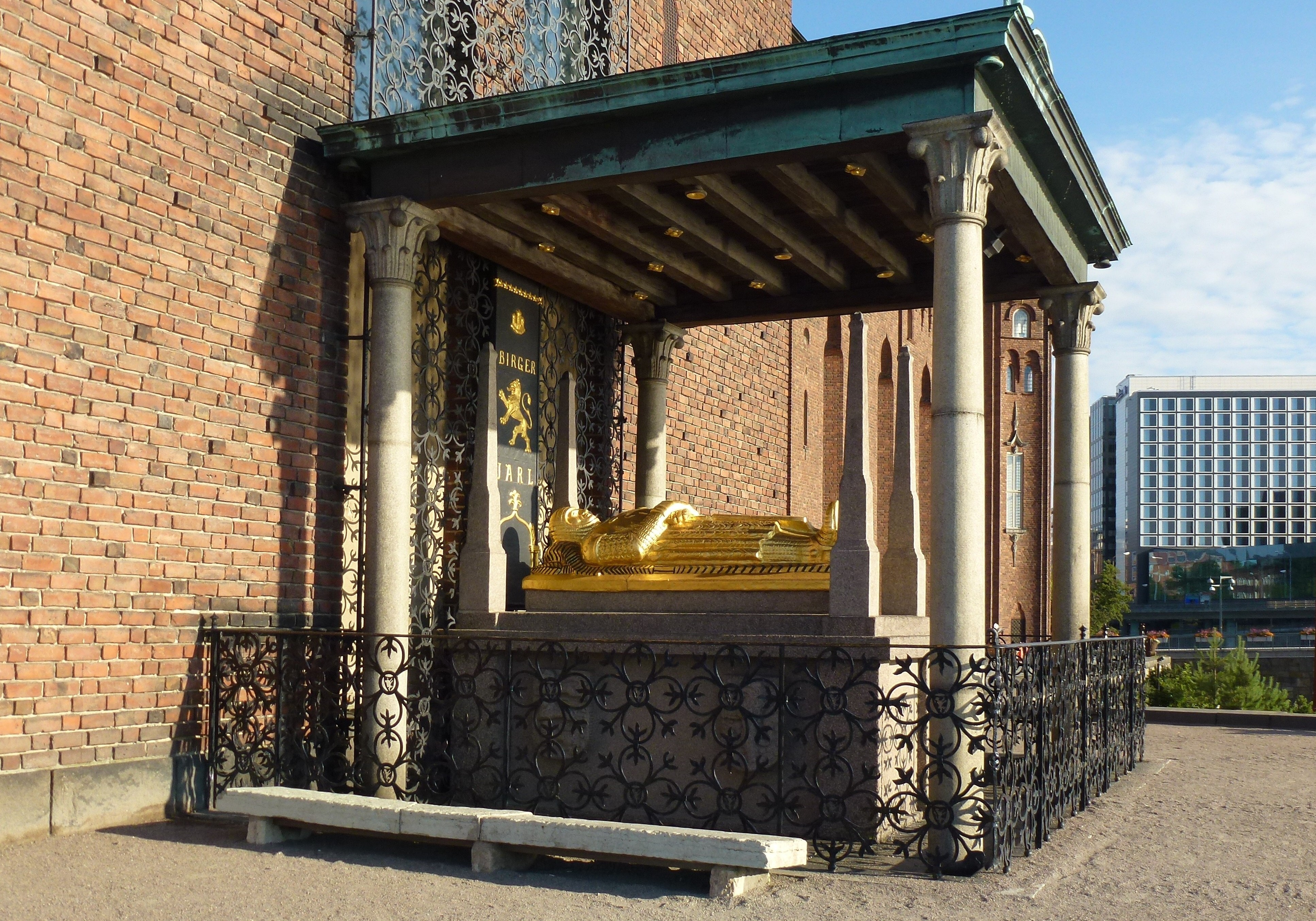
Birger jarls kenotaf i juli 2012.

Birger jarls kenotaf är en skulptur och en skengrav, en så kallad kenotaf, över Birger jarl vid Stockholms stadshus. Birger jarls kenotaf gestaltades av stadshusarkitekten Ragnar Östberg tillsammans med skulptören Gustaf Sandberg.

## Monumentet
Stockholms stadshus är rikt på detaljer som symboliskt anknyter till Stockholms tidiga historia. Den mest framträdande i denna symbolik går till Birger jarl, Stockholms grundare. Ragnar Östberg ville skapa ett monument över Bjälboätten i form av en sarkofag som skulle dominera Birgerskansen vid Stadshustornets östra fot. Birgerskansen och ett monument över Birger jarl har funnits med på Ragnar Östbergs ritningar redan 1915.
Den slutgiltiga utformningen blev en sarkofag i förgyllt bly föreställande en liggande Birger jarl iklädd full riddarrustning och med fötterna riktade mot Stockholm och Riddarholmen. Över honom svävar en baldakin, som bärs upp av fyra kolonner huggna i granit, omgivna av ett smidesräcke. Arrangemanget skapades av skulptören Gustaf Sandberg i början av 1920-talet.
I sockeln för skansens norra sida och delvis under Birger jarls kenotaf finns ett fiktivt gravkor. Det är stängt genom en svart järndörr som flankeras av två granitpelare med kapitäl i jonisk ordning. Kapitälets snäckor är inte helt färdighuggna, ett konstgrepp av Östberg som ville att gravkoret skulle ge ett vittrat intryck.
Birger jarls gravkor liksom sarkofagen är dock tomma. När monumentet byggdes var det meningen att Birger jarls kvarlevor skulle överföras från Varnhems klosterkyrka i Varnhem till Birgerskansen vid Stadshuset, men Varnhems kyrkofullmäktige sade nej. Eftersom graven i Stockholm förblev tom kallas den kenotaf, en skengrav. I det fiktiva koret förvaras stenplattor och granitdetaljer.

## Bilder

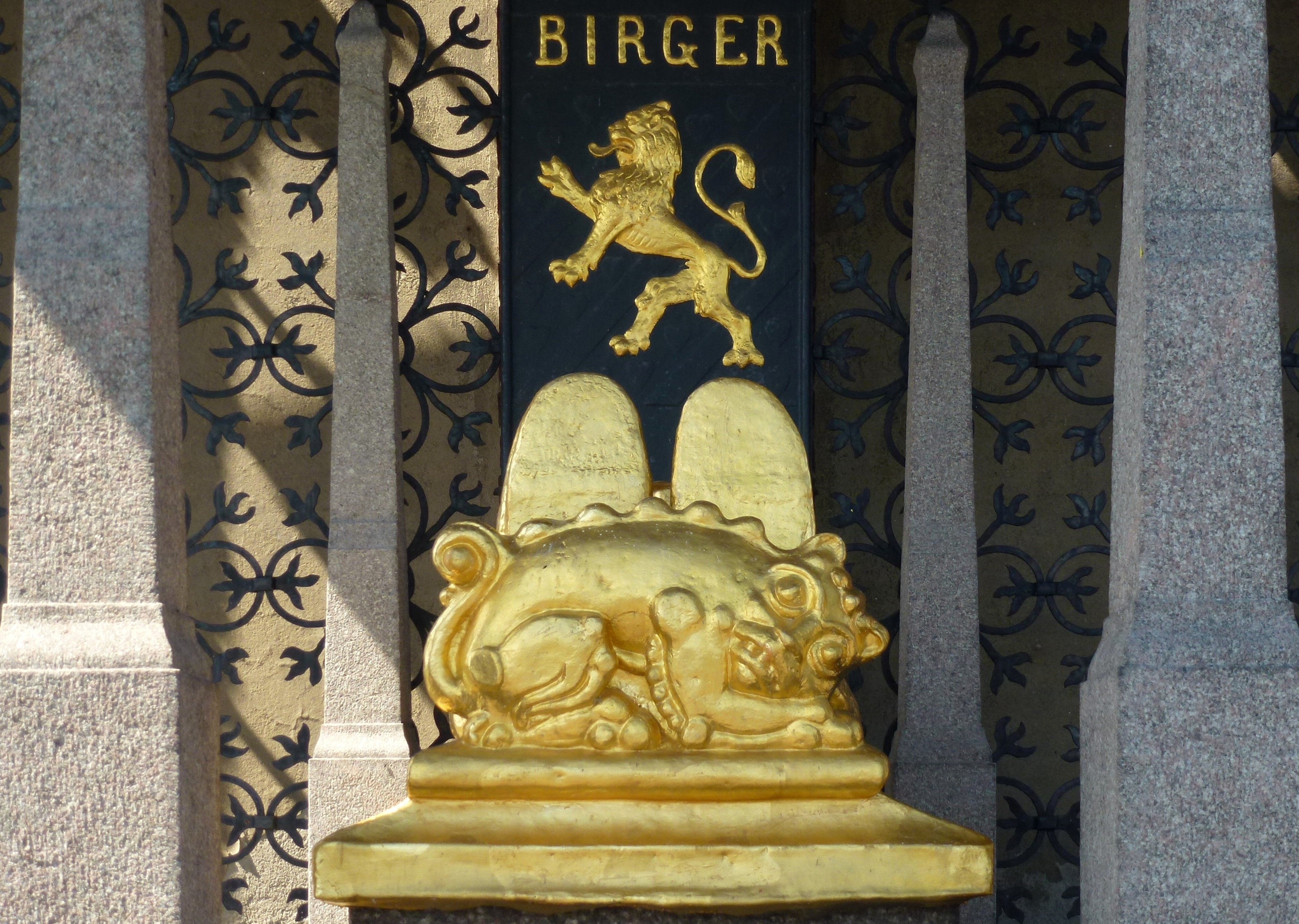
Birger jarls fötter mot ost
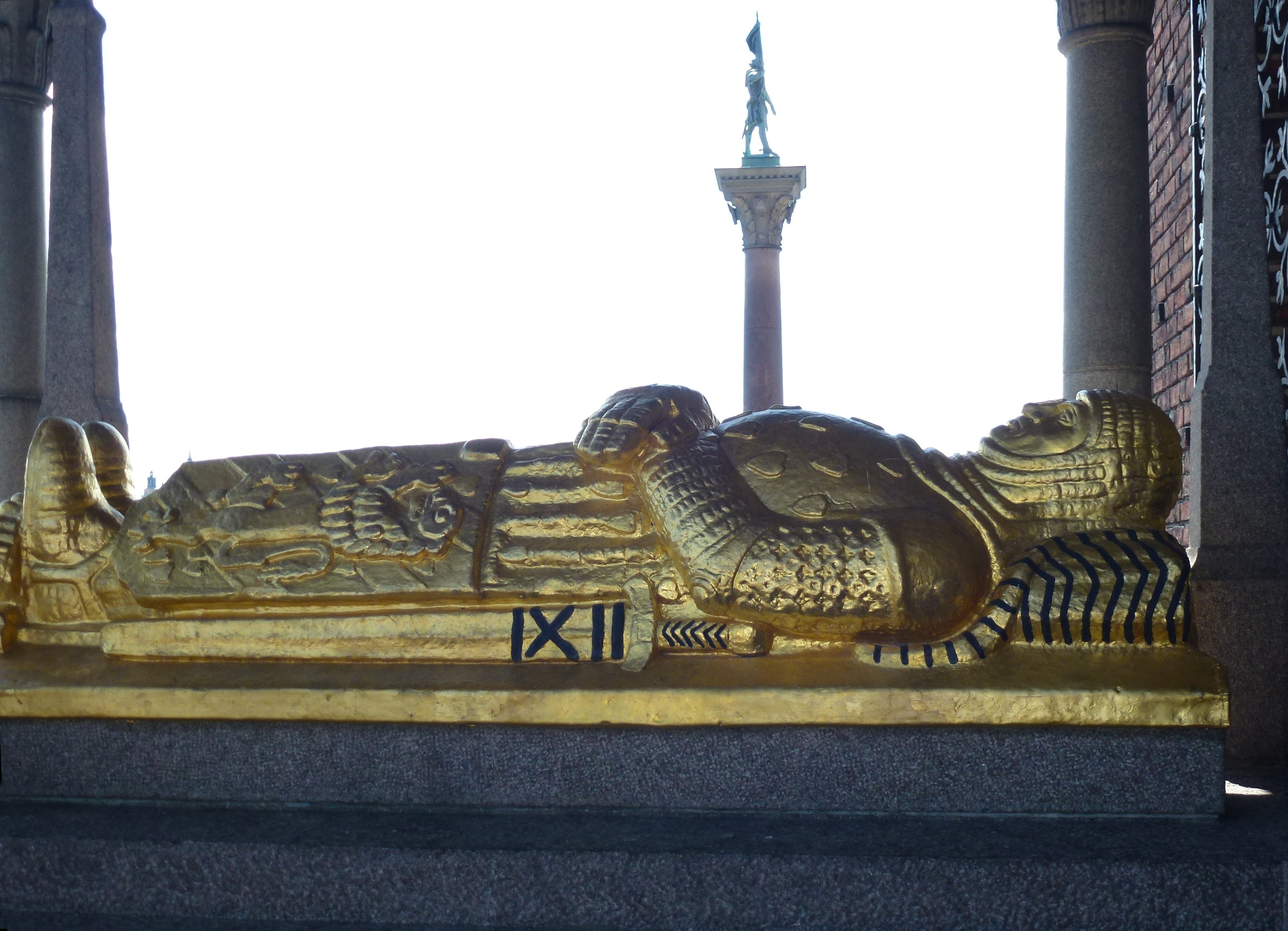
Birger jarls vänstra sida
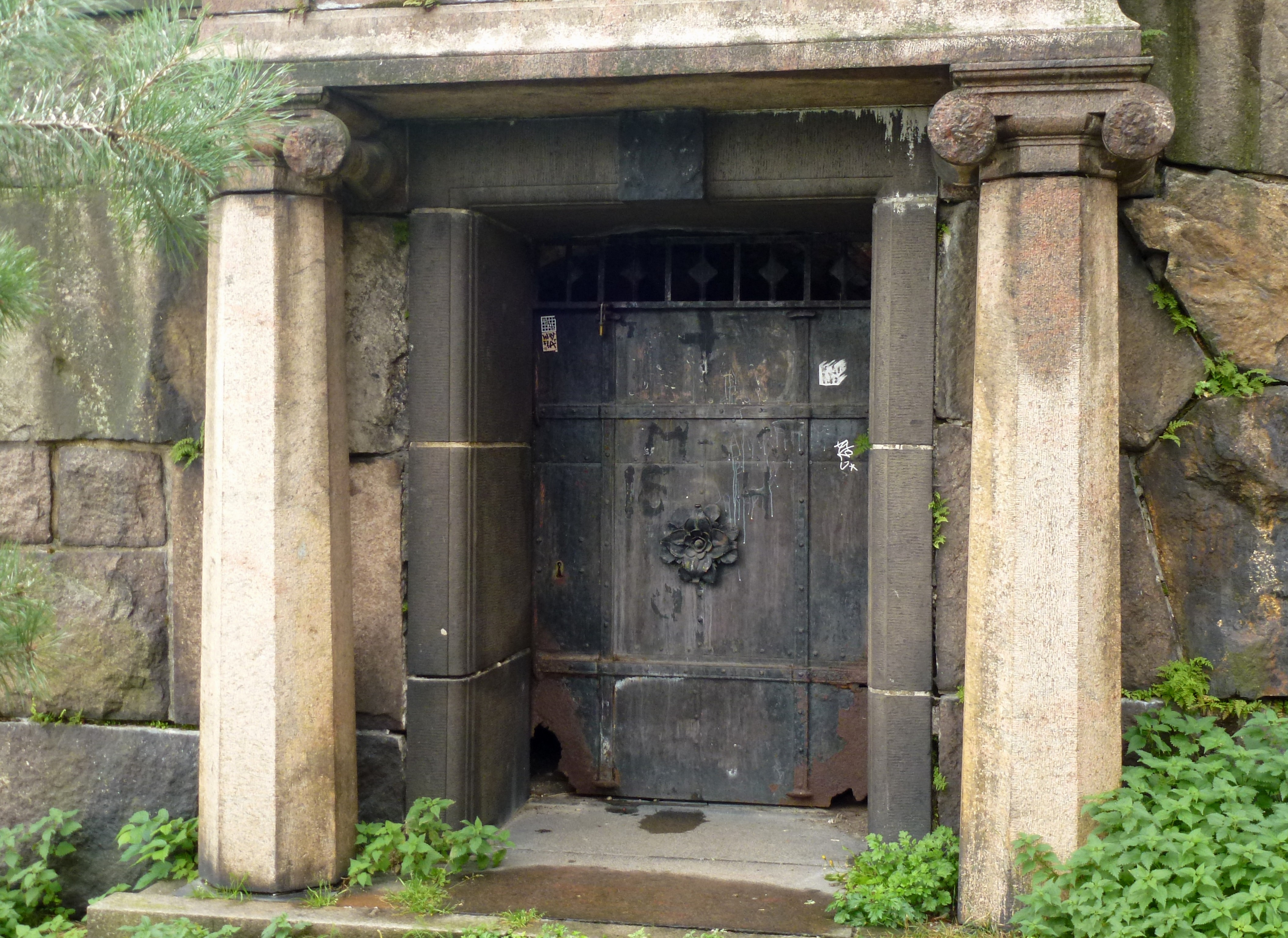
Järndörren till gravkoret
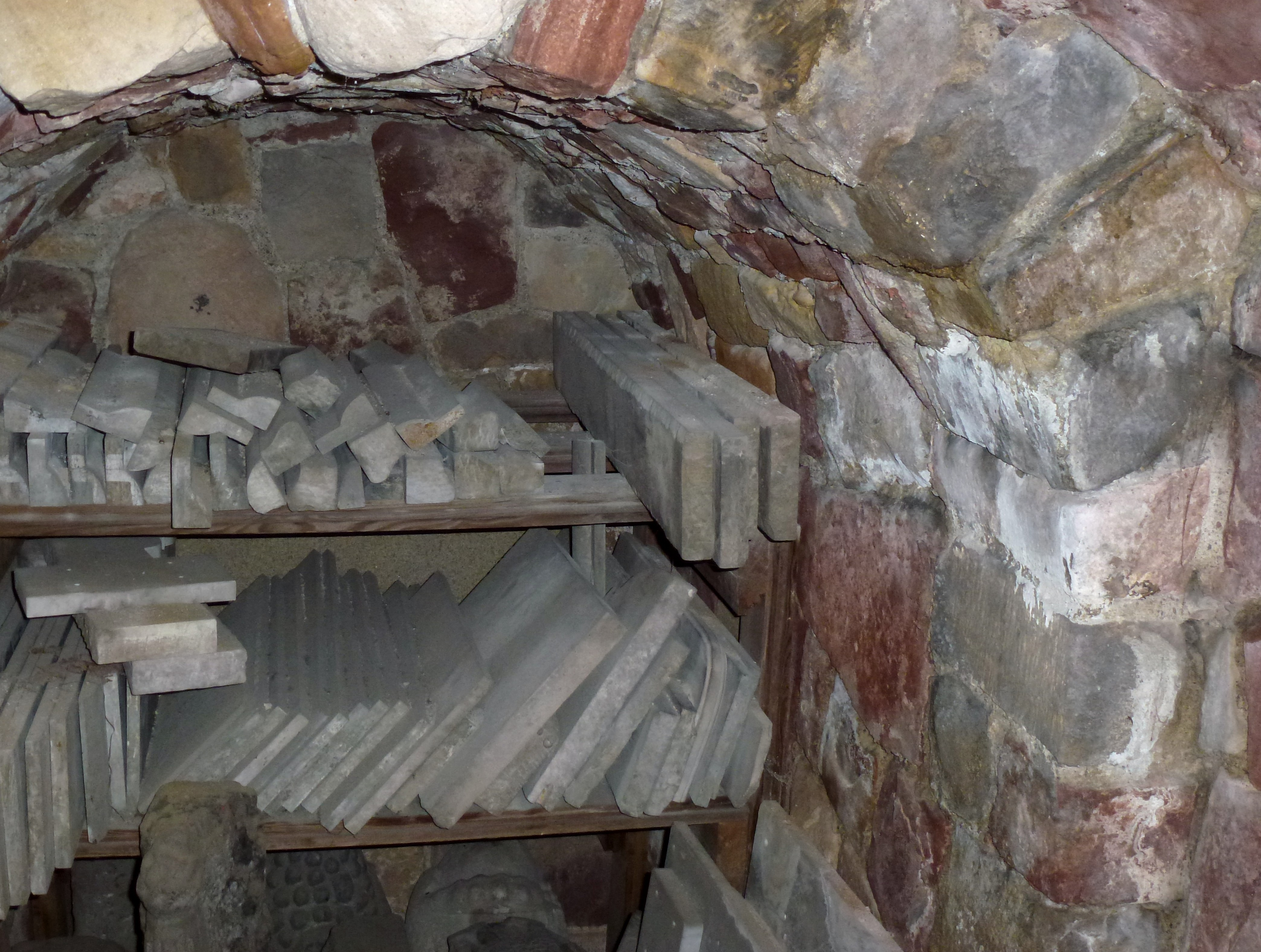
Det fiktiva gravvalvet